# دنت د لیس
دنت د لیس (به لاتین: Dent de Lys) یک کوه در سوئیس است که در کانتون فریبورگ واقع شده‌است. دنت د لیس ۲٬۰۱۴ متر بالاتر از سطح دریا واقع شده‌است.